# Bitwa pod Lützen (1813)
Bitwa pod Lützen, zwana też bitwą pod Großgörschen – starcie zbrojne, które miało miejsce w trakcie kampanii saskiej 2 maja 1813 roku. Głównodowodzący wojskami rosyjsko-pruskimi Piotr Wittgenstein wydał bitwę prawemu skrzydłu wojsk Napoleona. Po dniu ciężkich walk siły sojuszników wycofały się.

## Przygotowania
Po powrocie z zakończonej klęską wyprawy rosyjskiej 1812 roku, Napoleon rozpoczął pospieszne formowanie nowej armii. Bez załóg twierdz Księstwa Warszawskiego liczyła ona 250 tys. ludzi. Jej skład wyglądał następująco:
- Armia Menu (100 tys.) – główne siły, dowodzone przez Napoleona
  - gwardia
  - III korpus (Michel Ney)
  - VI korpus (Auguste Marmont)
- Armia włoska (45 tys.) – dowodzona przez Eugeniusza de Beauharnais
  - IV korpus (Henri Bertrand)
  - XII korpus (Nicolas Oudinot)
- Armia Łaby (60 tys.) – siły osłonowe
  - V korpus (Jacques Lauriston)
  - XI korpus (Etienne Macdonald)

Oprócz tego:
- II korpus (Claude Victor-Perrin)
- I korpus (Louis Nicolas Davout)
- Załogi Gdańska, Modlina, Zamościa, 14-tysięczna armia księcia Poniatowskiego i 4 tysiące ludzi pod komendą Dąbrowskiego – razem 35 tys. Polaków

Siły te składały się głównie ze świeżo powołanych i niedoświadczonych żołnierzy. Odbudowana armia napoleońska cierpiała też na brak kawalerii, co odbiło się niej właśnie pod Lützen.

## Przed bitwą
Pierwsze działania zaczepne podjęli sojusznicy, przekraczając Łabę i zmuszając siły księcia Eugeniusza do wycofania za Soławę. Napoleon planował połączenie trzech armii i skierowanie ich na Drezno w celu odłączenia nieprzyjaciół od ich linii komunikacyjnych. 26 kwietnia Cesarz przybył do Erfurtu i objął dowództwo nad armią liczącą 180 tys. ludzi. 29 kwietnia straż przednia – III korpus Neya – przekroczyła Soławę, a 30 dotarła do Weissenfels. Wywiązała się tam drobna potyczka, w trakcie której pozytywnie odznaczyli się świeży rekruci Neya. W trakcie walk zginął marszałek Bessières. Napoleon, posiadając słabych zwiadowców, otrzymywał nieprawdziwe informacje o posunięciach wroga. Przypuszczał, że koncentruje się on na prawej flance i zamierza maszerować na Lipsk przez Lützen. 1 maja główna armia francuska przekroczyła Soławę, osłaniana przez Neya, stojącego w Kaja.
Wojska rosyjskie i pruskie pod koniec kwietnia zajmowały pozycje nad Elsterą po obu stronach Lipska. Rosyjska armia Wittgensteina (50 tys. żołnierzy) stała na północ od miasta, a pruska armia Blüchera (40 tys. żołnierzy) na południu.
W nocy z 1 na 2 maja wojska prusko-rosyjskie przeprawiły się przez rzekę Pleisse w Zwenkau (Wittgenstein) i Pegau (Blücher) z zamiarem uderzenia na prawe skrzydło francuskie. W Lipsku została jedna dywizja. Napoleon, dowiedziawszy się o tym, nakazał Eugeniuszowi zajęcie Lipska, a następnie oskrzydlenie nieprzyjaciela z jego prawej strony (czyli od północy). Korpusy Marmonta, Bertranda i Oudinota dostały rozkaz połączenia się z lewym skrzydłem Neya i wymarszu w kierunku Zwenkau i Pegau. Korpus Macdonalda miał przejść do Markranstädt w celu ubezpieczania Neya. Napoleon udał się w kierunku Lipska, gdzie V korpus Lauristona wszedł już w kontakt z przeciwnikiem. W tym samym czasie, o godzinie 12, główna armia Wittgensteina podeszła na prawą flankę sił francuskich. Maszerujący jako boczna osłona armii francuskiej korpus Neya znalazł się w niebezpieczeństwie.

## Bitwa
Napoleon, usłyszawszy pobliską kanonadę dział, wydał pospieszne rozkazy. Nakazał Marmontowi iść do Starsiedel i tam, razem z Neyem, zaatakować nieprzyjaciół od frontu. IV korpus Bertranda miał za zadanie uderzyć na przeciwnika od lewej flanki, a Macdonald – od prawej. Lauriston, po zdobyciu Lipska, miał zostawić tam jedną dywizję i z dwiema pozostałymi kierować się na Zwenkau i utworzyć odwód ogólny. Gwardia miała podejść do Kaji i wyprowadzić główne uderzenie piechoty. W tym czasie generał Blücher atakował generała Souhama, stojącego w Großgörschen. Po zaciętej walce oddziałom pruskim udało się wyprzeć Francuzów ze wsi, a ci wycofali się do Kleingörschen i otrzymali wsparcie dywizji Marmonta. Blücher, otrzymawszy dodatkowe wojska od Wittgensteina, przypuścił kolejny atak na Souhama (wzmocnionego o dywizję Girarda). Wojska francuskie zaczęły się cofać w kierunku Kaja, skąd jednak, w sile dwóch dywizji, nadchodził już Ney. Bardzo dobrze sprawili się tu jego rekruci, wypierając Prusaków do Großgörschen. Była godzina 14.30, na pole bitwy przybył Napoleon. Zastał żołnierzy Neya wyczerpanych, był jednak zadowolony z ich siły bojowej. Blücher przypuścił kolejny atak, w trakcie którego sam został ranny w ramię. Oddziały pruskie zdobyły jednak kolejne wsie — Kleingörschen, Rahne, a w końcu także Kaję, jednak żołnierze generała Moutona ponownie wyparli Blüchera.
Siły koalicyjne przypuściły główny atak. Do walki o Kaję weszły korpusy Blüchera, Yorcka i Wirttenberga, razem około 50 tys. żołnierzy. Natarcie zakończyło się powodzeniem, w przeciwieństwie do uderzenia kawalerii Wintzingerodego na Starsiedel, której ataki odparte zostały przez Marmonta. Do kontrataku weszła Młoda Gwardia, dowodzona osobiście przez marszałka Mortiera, wsparta artylerią Drouota. Atak zmusił siły koalicjantów do wycofania się za wsie. O godzinie 17.30 Macdonald zdobył Eisdorf, obchodząc nieprzyjaciela z lewej strony, a na prawym skrzydle połączyły się siły Marmonta i Bertranda. Jeszcze o 21.00 jazda koalicji pod dowództwem Blüchera zaatakowała piechotę Marmonta, która początkowo ustąpiła pola, potem jednak odrzuciła oddziały pruskie.
Z powodu braku kawalerii u Francuzów, oddziały koalicji mogły wycofać się w zupełnym porządku, nie niepokojone przez przeciwników.

## Podsumowanie
Zwycięstwo pod Lützen, choć okupione dużymi stratami (20 tys. żołnierzy przy 15 tys. rannych, zabitych i jeńców u koalicjantów), miało olbrzymie znaczenie — Związek Reński pozostał przy Napoleonie. Wskrzeszona została legenda geniuszu wojennego Cesarza, choć wszyscy zdawali sobie sprawę, że nie dysponuje on już armią tak silną, jak w latach 1805-1807. Koalicjanci mieli dużo szczęścia, gdyż to oni popełnili masę błędów w bitwie. Wittgenstein chciał zgromadzić całą armię przed rozpoczęciem bitwy, co było stratą czasu i ukończone zostało 5 godzin później, niż planowano. Nawet skupiając w ręku całe siły, zużywał je częściowo, rzucając piechotę do ataku przeciwko Francuzom, a oszczędzając jazdę. Gdyby nakazał przełamujący atak na centrum francuskie, bitwa mogła potoczyć się inaczej.
Błędy popełniali też Francuzi – korpusy Bertranda i Lauristona, słysząc odgłos strzałów, nie nadciągnęły na pole bitwy, trzeba było kilkukrotnych rozkazów Napoleona, aby je tam sprowadzić. Ważnym czynnikiem był też brak dobrego zwiadu – Napoleon polegał bardziej na swojej intuicji niż sprawdzonych wiadomościach.
W bitwie ranę w stopę otrzymał Gerhard von Scharnhorst. Z początku wyglądająca niegroźnie, w trakcie odwrotu do Pragi przerodziła się w groźną infekcję. 28 czerwca zmarł, nie zaczynając nawet planowanych negocjacji z Austriakami.

## Upamiętnienie
Bitwa ta jest wymieniona na Łuku Triumfalnym w Paryżu.